# رينيه ليسن
رينيه ليسن (بالفرنسية: René Primevère Lesson)‏ (و. 1794 – 1849 م) هو طبيب، ومستكشف، وعالم حيواني، وعالم طيور، وصيدلي، وعالم نبات من فرنسا . ولد في روشفور .
توفي في روشفور ، عن عمر يناهز 55 عاماً.

## جوائز
حصل على جوائز منها:
- وسام جوقة الشرف.